# Courant
Courant ist eine französische Gemeinde mit 442 Einwohnern (Stand: 1. Januar 2022) im Département Charente-Maritime in der Region Nouvelle-Aquitaine (vor 2016: Poitou-Charentes); sie gehört zum Arrondissement Saint-Jean-d’Angély und zum Kanton Saint-Jean-d’Angély. Die Einwohner werden Courantais und Courantaises genannt.

## Geographie
Courant liegt etwa 46 Kilometer ostsüdöstlich von La Rochelle in der Saintonge. Umgeben wird Courant von den Nachbargemeinden Bernay-Saint-Martin im Nordwesten und Norden, Migré im Nordosten, Lozay im Osten, Essouvert im Südosten und Süden, Landes im Süden, Nachamps im Südwesten und Westen sowie Puyrolland im Westen.

## Bevölkerungsentwicklung
| Jahr                       | 1962 | 1968 | 1975 | 1982 | 1990 | 1999 | 2006 | 2019 |
| Einwohner                  | 438  | 423  | 349  | 329  | 294  | 277  | 337  | 426  |
| Quellen: Cassini und INSEE |      |      |      |      |      |      |      |      |

## Sehenswürdigkeiten
- Kirche Saint-Martin in Courant aus dem 12. Jahrhundert
- Kirche Saint-Saturnin in Ligueil aus dem 12. Jahrhundert
- Kapelle Sainte-Radegonde aus dem 12. Jahrhundert

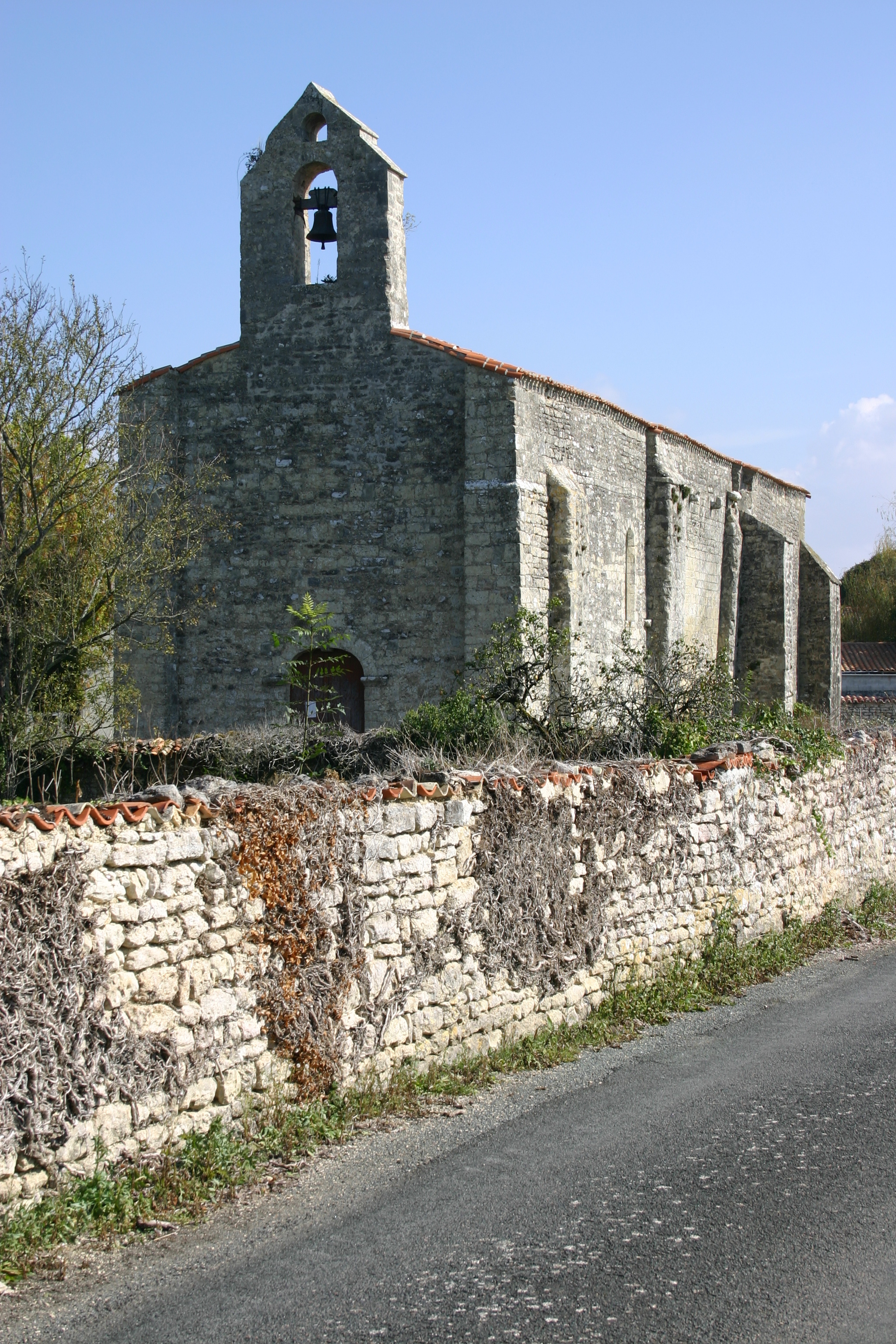
Kirche Saint-Martin
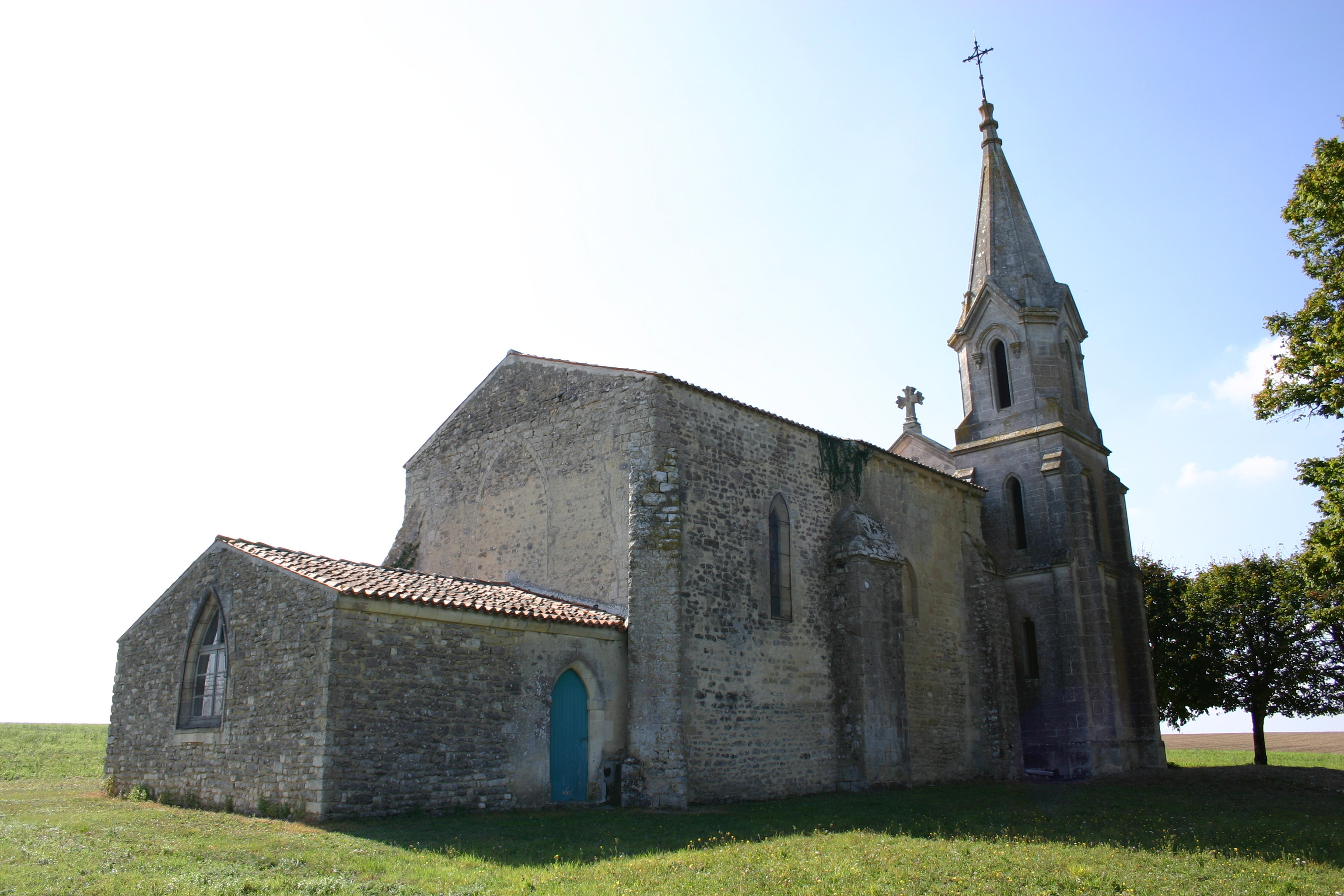
Kapelle Sainte-Radegonde